# 무이 부에노스 디아스
《무이 부에노스 디아스》(스페인어: Muy buenos días)는 칠레의 아침 정보 프로그램이다.

## 앵커
- 하비에라 콘타도르 (2016 ~ 현재)
- 얀 이빈 (2016 ~ 현재)

## 같이 보기
- 텔레비시온 나시오날 데 칠레